# Semiothisa delectata
Semiothisa delectata là một loài bướm đêm trong họ Geometridae.